# Everything I Shouldn't Be Thinking About
"Everything I Shouldn't Be Thinking About" é uma canção da dupla norte-americana Thompson Square, contida no seu segundo álbum de estúdio, intitulado Just Feels Good.

## Recepção da crítica
Billy Dukes da Taste of Country disse "que a música carece de criatividade, o casal mais do que compensa na entrega". Bobby Peacock da Roughstock, que disse que "a produção é muito enérgica, com uma batida pesada e chamuscando solo de guitarra, e ambos os membros da dupla estão em voz tão afinada como sempre", mas disse que era "liricamente escasso".

## Videoclipe
O videoclipe foi lançado em 26 de Julho de 2013 e dirigido por Chris Hicky.

## Desempenho nas tabelas musicais

### Posições
| Parada (2013)                                | Melhor posição |
| -------------------------------------------- | -------------- |
| Canadá (Canadian Hot 100)                    | 72             |
| Canadá (Billboard Country)                   | 11             |
| Estados Unidos (Billboard Hot 100)           | 69             |
| Estados Unidos (Billboard Country Airplay)   | 4              |
| Estados Unidos (Billboard Hot Country Songs) | 15             |

### Tabelas de fim-de-ano
| Parada (2013)                              | Melhor posição |
| ------------------------------------------ | -------------- |
| Estados Unidos (Billboard Country Airplay) | 100            |